# 윈도우 11 버전 22H2
윈도우 11 버전 22H2(Windows 11, version 22H2) 또는 윈도우 11 2022 업데이트(코드명: "Sun Valley 2")는 윈도우 11의 첫 번째 주요 업데이트이다. 빌드 번호는 10.0.22621이다. 이 버전에는 5개의 구성 요소 업데이트가 출시되었다. 2022년 10월 18일 빌드 22621.675의 "Moment 1", 2023년 2월 28일 빌드 22621.1344의 "Moment 2", 2023년 5월 24일 빌드 22621.1778의 "Moment 3", 2023년 9월 26일 빌드 22621.2361의 "Moment 4", 2024년 2월 29일 빌드 22621.3235의 "Moment 5"이다.

## 개요
첫 번째 프리뷰는 2021년 9월 2일에 개발자 채널(Dev Channel)에 가입한 인사이더에 출시되었다. 빌드 22449부터 버전 문자열이 "Dev"에서 "22H2"로 변경되었다.
업데이트는 2022년 9월 20일에 출시되었다. 2022 업데이트의 주요 변경 사항은 다음과 같다.
- 작업 관리자의 재설계 및 새로운 효율성 모드 기능
- 작업 표시줄에 끌어서 놓기 기능 다시 추가
- 스냅 레이아웃 환경 개선
- 새로운 라이브 캡션 기능
- 신뢰할 수 없는 애플리케이션을 차단하기 위한 새로운 스마트 앱 제어(SAC) 기능
- "포커스 지원" 기능을 "방해 금지"와 "포커스"로 분할
- 클립챔프(Clipchamp)를 받은 편지함 앱으로 포함

윈도우 11의 첫 번째 구성 요소 업데이트인 버전 22H2(코드명 "Moment 1")는 2022년 10월 18일에 빌드 22621.675와 여러 가지 추가 변경 사항과 함께 출시되었다.
- 새로운 탭 브라우징 기능과 파일 탐색기의 왼쪽 탐색 창 레이아웃 새로 고침
- 새로운 인라인 제안 작업 기능
- 작업 표시줄 오버플로 기능 다시 도입
- 기본 제공 윈도우 공유 창 개선
- 추가 EDID 데이터를 읽어 OLED 모니터에 더욱 최적화된 자동 색상 관리(ACM) 지원

윈도우 11 버전 22H2의 두 번째 구성 요소 업데이트인 "Moment 2"는 2023년 2월 28일에 빌드 22621.1344와 여러 가지 추가 변경 사항과 함께 출시되었다.
- 폰 링크(Phone Link) 앱에서 iOS 지원 추가
- NPU 호환 기기의 빠른 설정에 새로운 Studio Effects 섹션 추가
- 퀵 어시스트(Quick Assist) 앱 재설계
- 위젯 패널에 타사 앱 지원 추가
- 태블릿에 최적화된 작업 표시줄 재도입
- 메모장 앱에서 탭 지원 추가
- 내레이터에서 새로운 점자 디스플레이 및 입출력 언어 지원
- 설정 앱에서 새로운 에너지 권장 사항 페이지 추가
- 설정 앱에서 업데이트된 터치 키보드 옵션
- 새로운 타밀어 안잘어 키보드
- 작업 표시줄에 검색 상자 재도입

윈도우 11 버전 22H2의 세 번째 구성 요소 업데이트인 코드명 "Moment 3"은 2023년 5월 24일에 빌드 22621.1778과 몇 가지 추가 변경 사항과 함께 출시되었다.
- 설정 앱의 새로운 존재 센서 개인 정보 보호 설정
- 작업 표시줄의 새로운 VPN 아이콘
- 시작 메뉴의 사용자 프로필 아이콘에 알림 배지를 표시하는 기능 추가
- 더 많은 언어로 라이브 캡션 도입
- 작업 관리자에서 라이브 커널 메모리 덤프를 만드는 기능 추가
- 데스크톱 컴퓨터 및 배터리 구동 장치에 콘텐츠 적응형 밝기 제어(CABC) 도입
- 알림 토스트에서 2단계 인증 코드를 복사하기 위한 새로운 복사 버튼
- 설정 앱의 새로운 USB4 허브 및 장치 페이지
- 설정 앱에서 새로운 터치 키보드 옵션 다시 도입
- 새로운 다중 앱 키오스크 모드
- 작업 표시줄의 시스템 시계에 초를 표시하는 기능 다시 도입
- 블루투스 LE 오디오 및 LC3 코덱 지원 추가

윈도우 11 버전 22H2의 네 번째 구성 요소 업데이트 코드명 "Moment 4"는 2023년 9월 26일에 빌드 22621.2361과 몇 가지 추가 변경 사항과 함께 출시되었다.
- 윈도우에서 코파일럿 사용 가능(프리뷰)
- 시작 메뉴의 추천 섹션 아래에 있는 파일에 마우스를 올려놓으면 나타나는 새로운 미리 보기 플라이아웃
- 빠른 설정에서 새로운 볼륨 믹서 환경
- 작업 표시줄 버튼을 절대로 결합하지 않는 기능 다시 도입
- 시스템 트레이에서 시간과 날짜를 숨길 수 있는 기능 추가
- 작업 표시줄의 시스템 트레이에서 알림 벨 아이콘 업데이트
- 파일 탐색기에서 세부 정보 창, 홈페이지, 주소 표시줄 및 검색 상자 현대화
- 파일 탐색기의 새로운 갤러리 기능
- 추가 보관 파일 형식(7z, rar, tar)에 대한 기본 지원 추가
- 새로운 윈도우 백업 앱
- OOBE 중에 백업에서 복원하기 위한 새로운 화면
- 데스크톱 앱의 백업 및 복원 환경 개선
- 유니코드 이모지 15.0 지원 추가
- COLRv1 색상 형식 지원 추가
- 내레이터의 자연스러운 음성 간체 중국어, 스페인어(스페인 및 멕시코), 일본어, 영어(영국 및 인도), 프랑스어, 포르투갈어, 독일어 및 한국어
- 음성 액세스의 새로운 텍스트 작성 환경
- 설정 앱의 새로운 홈페이지
- 재설계된 윈도우 보안 알림 대화 상자
- 윈도우 11의 다섯 번째 구성 요소 업데이트인 버전 22H2(코드명 "Moment 5")가 2024년 2월 29일에 빌드 22621.3235로 출시되었다.

이 업데이트는 2024년 10월 8일에 홈, 프로, 프로 에듀케이션, 프로 포 워크스테이션(Pro for Workstations) 및 SE 에디션에 대한 서비스가 종료되었다. 엔터프라이즈, 엔터프라이즈 멀티 세션, IoT 엔터프라이즈 및 에듀케이션 에디션은 2025년 10월 14일에 서비스가 종료된다.